# Courjeonnet
Courjeonnet é uma comuna francesa na região administrativa do Grande Leste, no departamento de Marne. Estende-se por uma área de 5.55 km², e possui 47 habitantes, segundo o censo de 2018, com uma densidade de 8.5 hab/km².